# Charles Jacobs
Charles Sherman Jacobs (né le 15 février 1882 et décédé en février 1945) est un athlète américain spécialiste du saut à la perche. Affilié au Chicago Maroons, il mesurait 1,78 m pour 64 kg.

## Biographie
Il établit deux records du monde en salle du saut à la perche alors qu'ils n'étaient pas encore ratifiés.

### Palmarès
| Date | Compétition           | Lieu    | Résultat | Performance |
| ---- | --------------------- | ------- | -------- | ----------- |
| 1908 | Jeux olympiques d'été | Londres | 2e       | 3,58 m      |

### Records
| Épreuve          | Performance | Lieu | Date |
| ---------------- | ----------- | ---- | ---- |
| Saut à la perche | 3,76 m      |      | 1908 |